# 루이즈 드레서

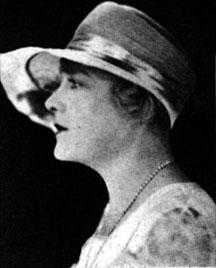

루이즈 드레서(Louise Dresser, 1878년 10월 5일 ~ 1965년 4월 24일)는 미국의 연극 배우, 영화배우, 텔레비전 배우이다.
에번즈빌에서 태어났으며 우들랜드힐스에서 사망하였다. 포리스트 론 메모리얼 파크에 매장되었다.

## 영화
- 진홍의 여왕 (1934년)
- 닥터 불 (1933년)
- 어느 박람회장에서 생긴 일 (1933년)
- 매미 (1930년)
- 세 자매 (1930년)
- 더 에어 서커스 (1928년)
- 이브의 정원 (1928년)
- 쉽 컴스 인 (1928년)
- 더 구스 우먼 (1925년)
- 더 이글 (1925년)